# Dolmuş

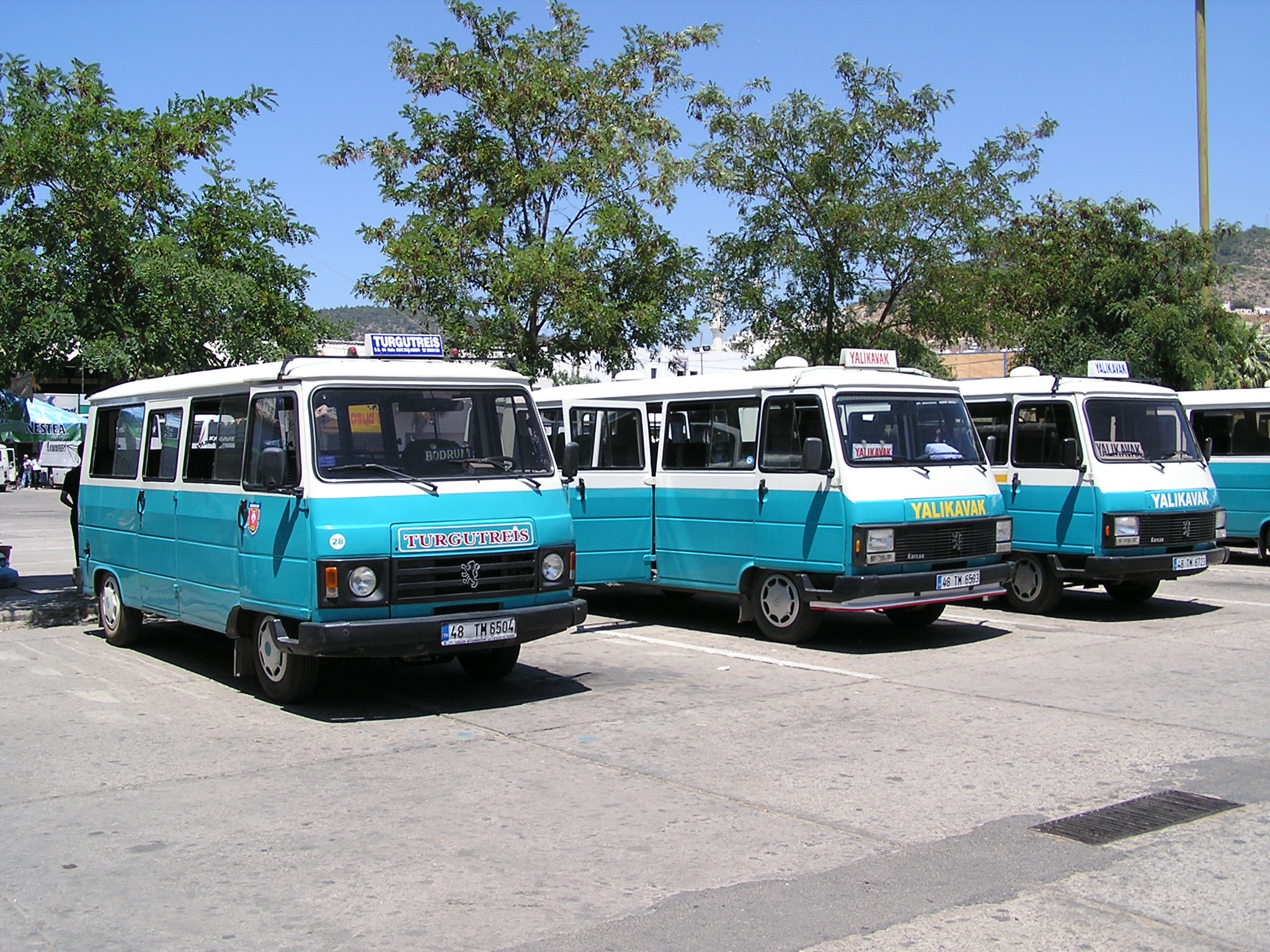
dolmuşes em Bodrum.

Um dolmuş (pronúncia: "dólmuxe") é um tipo de transporte público da Turquia. É de propriedade privada e baseado em veículos de passageiros (com capacidade que vaia de 7 a 20 passageiros), que percorrem rotas pré determinadas entre localidades.
Usualmente, o preço das viagens de dolmuş é fixado por rota, isto é, é independente da distância percorrida, embora por vezes isso não aconteça em rotas mais concorridas e longas. Nos locais com algum movimento, como por exemplo cidades, há paragens dedicadas especificamente a dolmuşes, à semelhança do que acontece com os autocarros. Em muitos locais menos movimentados, os dolmuşes podem parar para deixar ou recolher passageiros em qualquer ponto do percurso, o que os torna uma espécie de táxi partilhado.
Dolmuş sinifica "cheio" ou "atafulhado", pois as suas partidas geralmente são determinadas pelo número de passageiros — partem quando o condutor considera que já há suficientes — em vez de serem seguidos horários. Por vezes, em alturas de menor movimento, é comum os passageiros terem que pagar os lugares vagos para que o veículo parta sem estar cheio. É habitual que os passageiros colaborem entre si passando o dinheiro dos pagamentos ao condutor e os trocos de volta. No entanto, em certos locais e percurcuros, há horários para os dolmuşes.
Podem distinguir-se dois tipos de dolmuş. Um dos tipos são carrinhas amarelas de 7 ou 8 passageiros relativamente confortáveis, cujo preço é mais alto do que as alternativas de transporte público. Outro tipo são mini-autocarros com capacidade que pode chegar às 20 pessoas. Estes são mais baratos e mais facilmente acessíveis, pois existem muitos.
Dado que os transportes públicos rápidos nas cidades turcas ainda deixa muito a desejar, um dolmuş é frequentemente a melhor, senão a única opção.